# Chytranthus ellipticus
Chytranthus ellipticus är en kinesträdsväxtart som beskrevs av Hutchinson & Dalziel. Chytranthus ellipticus ingår i släktet Chytranthus och familjen kinesträdsväxter. Inga underarter finns listade i Catalogue of Life.